# Таблиця медалей літніх Олімпійських ігор 2004
28 Літні Олімпійські ігри відбулися з 13 по 29 серпня 2004 року в Афінах в Греції. Всього в іграх взяли участь 10 625 спортсменів з 201 країни. Вперше в історії участь в Олімпійських іграх взяли спортсмени з Кірибаті та Східного Тимору. Був розіграний 301 комплект медалей в 28 видах спорту. Спортсмени з 74 країн виграли хоча б одну медаль, в той час як учасники з 127 країн не виграли жодної медалі. Перше місце за загальною кількістю виграних медалей, а також за кількістю золотих та срібних медалей посіла збірна США, за кількістю бронзових медалей першою збірна Росії. Господиня Олімпіади збірна Греції виграла на домашніх для себе іграх 6 золотих, 6 срібних і 4 бронзових медалей. Вперше золоті медалі на Олімпіаді виграли спортсмени Грузії, Ізраїлю, Об'єднаних Арабських Еміратів, Китайського Тайбея та Чилі. І вперше олімпійську медаль взагалі завоював представник Парагваю.

## Зміни в медальному заліку
З моменту закриття ігор деякі спортсмени були позбавлені отриманих ними медалей через позитивні допінг-тести. 
9 серпня 2012 року американський велогонщик Тайлер Гемілтон офіційно позбавлений золота Олімпіади в Афінах та вищого титулу Ігор-2004 в гонці з роздільним стартом. Золота медаль перейде до росіянина В'ячеслава Єкимова . 
- Грецький важкоатлет Леонідас Сампаніс був позбавлений бронзової медалі в змаганнях чоловіків у ваговій категорії до 62 кг. Замість нього медаль отримав венесуелець Ізраель Хосе Рубіо[2][3].
- Російська легкоатлетка Ірина Коржаненко була позбавлена золотої медалі в змаганнях з штовхання ядра. У підсумку Олімпійською чемпіонкою у цьому виді легкої атлетики була проголошена кубинка Юмілейді Кумба Джей, срібна медаль дісталася німкені Надін Клейрнет, бронзова — росіянці Світлані Кривелевій[4].
- Угорець Роберт Фазекаш був позбавлений звання Олімпійського чемпіона в змаганнях з метання диска серед чоловіків. Золота медаль дісталася литовцеві Віргіліус Алекне, срібна — угорцю Золтану Коваго, бронзова — естонцю Александру Таммерту [5].
- Угорець Адріан Аннус був позбавлений золотої медалі в змаганнях з метання молота. Олімпійським чемпіоном у цьому виді легкої атлетики став японець Мурофусі Кодзі, віце-чемпіоном — білорус Іван Тихон (після аналізу повторної спроби його було дискваліфіковано), володарем бронзової нагороди — турок Ешрефа Апак [6].
- У змаганнях з кінного спорту ірландець Кіан О'Коннор був позбавлений золотої медалі через те, що був знайдений допінг у крові коня, на якому він виступав. В результаті титул Олімпійського чемпіона отримав бразилець Родріго Пессоа, срібну медаль — американець Кріс Капплер, бронзову — німець Марко Кутцер.
- 16 березня 2010 року Міжнародна Федерація легкої атлетики (IAAF) рекомендувала позбавити збірну США олімпійського золота Олімпійських ігор 2004 року, оскільки одна із спортсменок, Крістал Кокс, зізналася в вживанні допінгу (Справа BALCO[en]). Таким чином, Олімпійськими чемпіонками може стати жіноча збірна Росії у складі: Наталії Антюх, Олесі Зикіної, Олесі Форшевої та Наталії Назарової. Срібло тоді перейде до збірної Ямайки, а бронза дістанеться збірній команді Великої Британії[7].
- МОК 10 серпня офіційно оголосив про дискваліфікацію американського велогонщика Тайлера Хемільтона та позбавлення його золотої медалі, завойованої на Олімпіаді в Афінах 2004 року. Тому росіянин В'ячеслав Єкимов, який раніше отримав срібну медаль, піднявся на сходинку вище. Срібло отримав американець Боббі Юліч, а бронзу — Майкл Роджерс з Австралії [8][9].

## Медальний залік
| Місце | Країна                          | Золото | Срібло | Бронза | Загалом |
| ----- | ------------------------------- | ------ | ------ | ------ | ------- |
| 1     | США                             | 34     | 40     | 26     | 100     |
| 2     | Китай                           | 32     | 17     | 14     | 63      |
| 3     | Росія                           | 28     | 26     | 38     | 92      |
| 4     | Австралія                       | 17     | 16     | 17     | 50      |
| 5     | Японія                          | 16     | 9      | 12     | 37      |
| 6     | Німеччина                       | 13     | 16     | 20     | 49      |
| 7     | Франція                         | 11     | 9      | 13     | 33      |
| 8     | Італія                          | 10     | 11     | 11     | 32      |
| 9     | Південна Корея                  | 9      | 12     | 9      | 30      |
| 10    | Велика Британія                 | 9      | 9      | 12     | 30      |
| 11    | Куба                            | 9      | 7      | 11     | 27      |
| 12    | Угорщина                        | 8      | 6      | 3      | 17      |
| 13    | Україна                         | 8      | 5      | 9      | 22      |
| 14    | Румунія                         | 8      | 5      | 6      | 19      |
| 15    | Греція                          | 6      | 6      | 4      | 16      |
| 16    | Бразилія                        | 5      | 2      | 3      | 10      |
| 17    | Норвегія                        | 5      | 0      | 1      | 6       |
| 18    | Нідерланди                      | 4      | 9      | 9      | 22      |
| 19    | Швеція                          | 4      | 2      | 1      | 7       |
| 20    | Іспанія                         | 3      | 11     | 5      | 19      |
| 21    | Канада                          | 3      | 6      | 3      | 12      |
| 22    | Туреччина                       | 3      | 3      | 4      | 10      |
| 23    | Польща                          | 3      | 2      | 5      | 10      |
| 24    | Нова Зеландія                   | 3      | 2      | 0      | 5       |
| 25    | Тайланд                         | 3      | 1      | 4      | 8       |
| 26    | Білорусь                        | 2      | 6      | 7      | 15      |
| 27    | Австрія                         | 2      | 4      | 1      | 7       |
| 28    | Ефіопія                         | 2      | 3      | 2      | 7       |
| 29    | Іран                            | 2      | 2      | 2      | 6       |
| 29    | Словаччина                      | 2      | 2      | 2      | 6       |
| 31    | Китайський Тайбей               | 2      | 2      | 1      | 5       |
| 32    | Грузія                          | 2      | 2      | 0      | 4       |
| 33    | Болгарія                        | 2      | 1      | 9      | 12      |
| 34    | Ямайка                          | 2      | 1      | 2      | 5       |
| 34    | Узбекистан                      | 2      | 1      | 2      | 5       |
| 36    | Марокко                         | 2      | 1      | 0      | 3       |
| 37    | Данія                           | 2      | 0      | 6      | 8       |
| 38    | Аргентина                       | 2      | 0      | 4      | 6       |
| 39    | Чилі                            | 2      | 0      | 1      | 3       |
| 40    | Казахстан                       | 1      | 4      | 3      | 8       |
| 41    | Кенія                           | 1      | 4      | 2      | 7       |
| 42    | Чехія                           | 1      | 3      | 4      | 8       |
| 43    | Південно-Африканська Республіка | 1      | 3      | 2      | 6       |
| 44    | Хорватія                        | 1      | 2      | 2      | 5       |
| 45    | Литва                           | 1      | 2      | 0      | 3       |
| 46    | Єгипет                          | 1      | 1      | 3      | 5       |
| 46    | Швейцарія                       | 1      | 1      | 3      | 5       |
| 48    | Індонезія                       | 1      | 1      | 2      | 4       |
| 49    | Зімбабве                        | 1      | 1      | 1      | 3       |
| 50    | Азербайджан                     | 1      | 0      | 4      | 5       |
| 51    | Бельгія                         | 1      | 0      | 2      | 3       |
| 52    | Багамські Острови               | 1      | 0      | 1      | 2       |
| 52    | Ізраїль                         | 1      | 0      | 1      | 2       |
| 54    | Камерун                         | 1      | 0      | 0      | 1       |
| 54    | Домініканська Республіка        | 1      | 0      | 0      | 1       |
| 54    | Об'єднані Арабські Емірати      | 1      | 0      | 0      | 1       |
| 57    | КНДР                            | 0      | 4      | 1      | 5       |
| 58    | Латвія                          | 0      | 4      | 0      | 4       |
| 59    | Мексика                         | 0      | 3      | 1      | 4       |
| 60    | Португалія                      | 0      | 2      | 1      | 3       |
| 61    | Фінляндія                       | 0      | 2      | 0      | 2       |
| 61    | Сербія і Чорногорія             | 0      | 2      | 0      | 2       |
| 63    | Словенія                        | 0      | 1      | 3      | 4       |
| 64    | Естонія                         | 0      | 1      | 2      | 3       |
| 65    | Гонконг                         | 0      | 1      | 0      | 1       |
| 65    | Індія                           | 0      | 1      | 0      | 1       |
| 65    | Парагвай                        | 0      | 1      | 0      | 1       |
| 68    | Колумбія                        | 0      | 0      | 2      | 2       |
| 68    | Нігерія                         | 0      | 0      | 2      | 2       |
| 68    | Венесуела                       | 0      | 0      | 2      | 2       |
| 71    | Еритрея                         | 0      | 0      | 1      | 1       |
| 71    | Монголія                        | 0      | 0      | 1      | 1       |
| 71    | Сирія                           | 0      | 0      | 1      | 1       |
| 71    | Тринідад і Тобаго               | 0      | 0      | 1      | 1       |
| Разом | Разом                           | 301    | 301    | 327    | 929     |